# Соколов, Виктор Иванович (спортсмен)
Ви́ктор Ива́нович Соколо́в (14 (27) марта 1911, Москва, Российская империя — 1 января 1999, Москва, Россия) — советский футболист и хоккеист с мячом, защитник, тренер. Заслуженный мастер спорта СССР. Чемпион III Летней Рабочей Олимпиады в Антверпене (1937).

## Биография
К футболу приобщился в командах завода «Каучук», где работал резинщиком. В 19 лет он перешёл в клуб «Красная Роза», а в 22 года числился в составе московского «Динамо». Затем оказался в другом столичном клубе «Спартак».
В 1937 году в составе «Спартака» стал победителем III Всемирной рабочей Олимпиады в Антверпене, победителем рабочего Кубка Мира в Париже, принял участие в легендарных играх со сборной Басконии и матчах с профессиональными клубами из Болгарии.
2 мая 1943 года, будучи капитаном команды, вывел московских спартаковцев на поле в знаменитом матче «На руинах Сталинграда».
Завершил карьеру в 36 лет в челябинском «Дзержинце».
Параллельно играл в хоккей. Окончил карьеру игрока в 1952 году после расформирования команды.
В 1950 году окончил школу тренеров при ГЦОЛИФК. Работал в основном с командами невысокого уровня и разных возможностей. С 1955 по 1959 год работал тренером в московском «Спартаке».
Скончался 1 января 1999 года, похоронен на Аллее спортсменов Востряковского кладбища.

## Достижения

### Футбол
- Чемпион СССР (2): 1938, 1939
- Серебряный призёр чемпионата СССР: 1937
- Бронзовый призёр чемпионата СССР (2): 1936 (весна), 1940
- Обладатель Кубка СССР (3): 1938, 1939, 1946
- Победитель III летней рабочей Олимпиады в Антверпене 1937
- Победитель Международного Кубка Мира (Париж): 1937.

### Хоккей с мячом
- Бронзовый призёр чемпионата СССР (2): 1950, 1951
- Включался в список 22 лучших игроков сезона (3): 1950, 1951, 1952

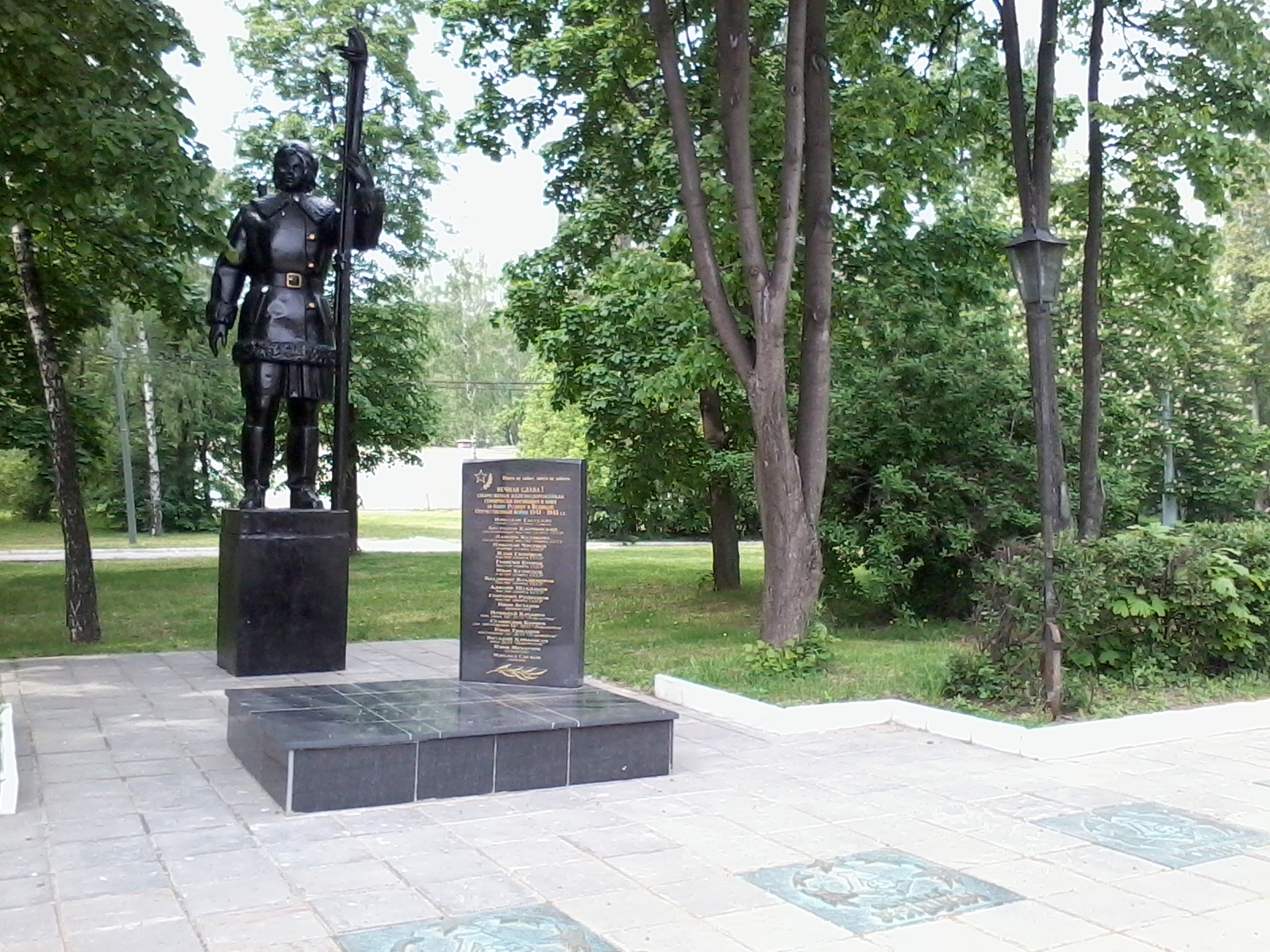
Аллея Славы